# كويكب نوع-R
كويكب من النوع آر أو (R-type) هي كويكبات ذات لمعان متوسط ونادرة نسبياً تتواجد في الجزء الداخلي من حزام الكويكبات , من ناحية طيفية هي تأتي في مكان متوسط بين النوع في والنوع آي , يظهر الطيف كذلك خاصية مميزة عند 1 و2 مايكروميتر تظهر وجود أوليفين وبيروكسين , كذلك احتمالية وجود بلاغيوكلاس , يبدو الطيف محمراً للغاية عند طول الموجة الأقل من 0.7 مايكروميتر.
صنفت مهمة إيراس كلاً من فيستا 4 وأسبورينا 246 ودمبوسكا 349 ودلسينا 937 على أنها كويكبات من النوع آر , على الرغم من ذلك تمت إعادة تصنيف فيستا على أنه الإنموذج الأصلي من النوع في , وعلى أية حال لا زال الأمر محل للنقاش بين أوساط العلماء , وكذلك الأمر بالنسبة لدمبوسكا 349 عرف على أنه من النوع آر بينما لا زالت كل أطوال الموجة تحت النظر والجدل.